# Fumarola

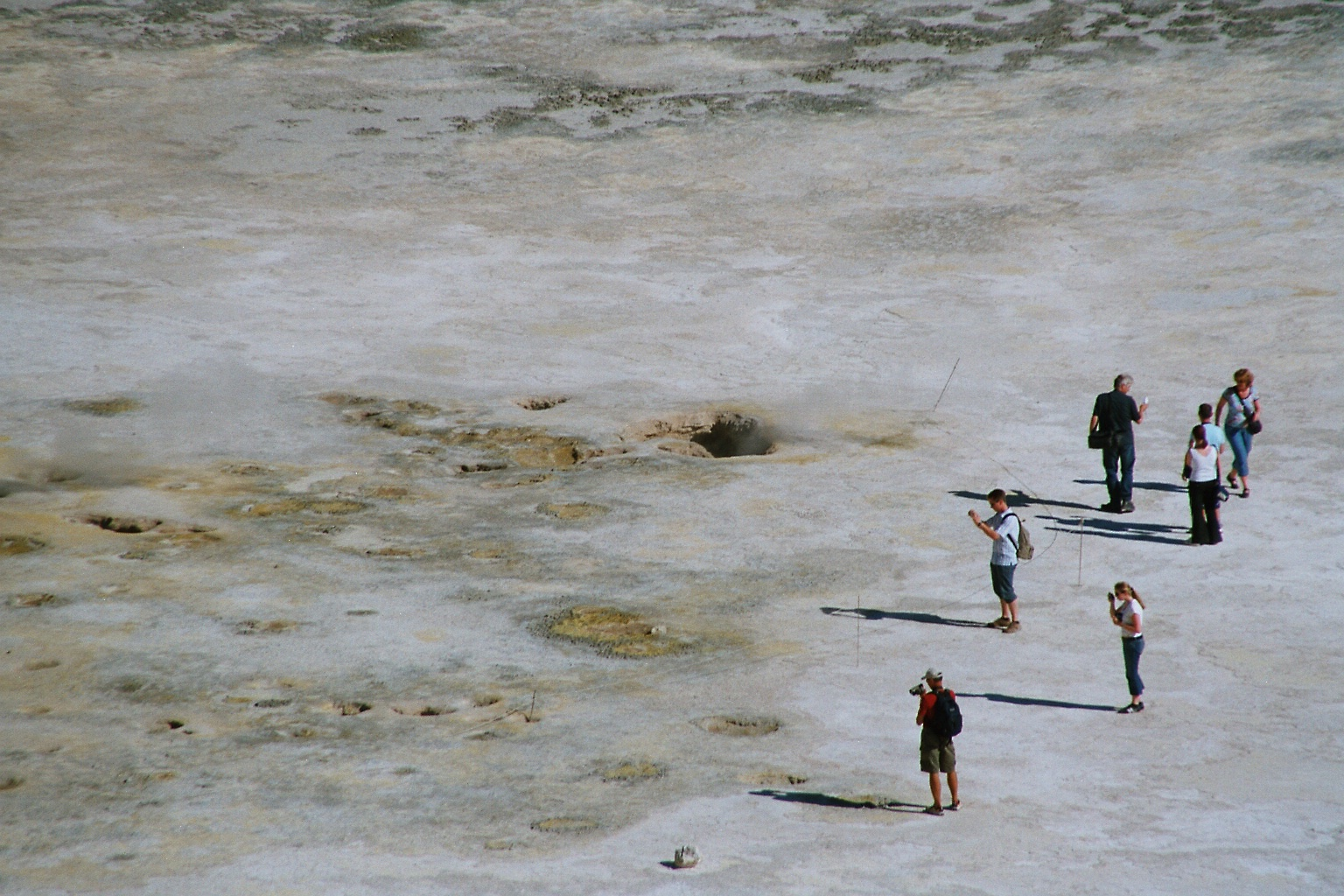
Fumarolas em Nisyros, Grécia

Fumarola (do latim fumus, fumo) é uma abertura na superfície da crosta da Terra (ou de outro qualquer corpo celeste), em geral situada nas proximidades de um vulcão, que emite vapor de água e gases tais como dióxido de carbono (mofeta), dióxido de enxofre, ácido hidroclórico, e sulfeto de hidrogénio. A designação sulfatara, do italiano solfo, enxofre (via o dialecto siciliano), é dada às fumarolas que emitem gases sulfurosos.
Fumarolas são um dos vários tipos do vulcanismo secundário.
As fumarolas podem ocorrer ao longo de pequenas fissuras ou de zonas de fracturação das rochas, formando alinhamentos, ou em zonas de fractura, tais como caixas de falha, formando por vezes extensos campos de fumarolas.
Os campos de fumarolas, como o das Furnas, na ilha de São Miguel, Açores, são áreas de concentração de nascentes termais e outras manifestações geotérmicas, em geral associadas a zonas onde rochas ígneas quentes se encontram a pequena profundidade e interagem com os aquíferos. Outras correspondem a zonas de desgasificação das formações, onde o magma subjacente está a perder gases que chegam à superfície com temperaturas e concentrações suficientemente elevadas para poderem ser facilmente notados.
Um bom exemplo de actividade fumarólica extrema é o famoso Valley of Ten Thousand Smokes, que se formou durante a erupção de 1912 do vulcão Novarupta no Alaska. Inicialmente existiam milhares de fumarolas nas cinzas em arrefecimento, mas ao longo do tempo a maioria foi-se extinguindo com o arrefecimento dos materiais. As fumarolas podem persistir durante décadas ou séculos se estiverem localizadas sobre uma fonte de aquecimento de longa duração, ou desaparecer rapidamente se estiverem associadas a materiais vulcânicos que percam rapidamente calor.
Em todas as regiões vulcânicas são comuns as fumarolas, muitas vezes associadas a geysers e a outras manifestações de termalismo.
A intensidade dos gases libertados, e a sua visibilidade, variam muito em função do estado de recarga dos aquíferos, da humidade relativa do ar (que pode tornar o vapor emitido bem mais espesso) e da maré terrestre, entre muitos outros factores. Assim, é comum notarem-se grandes variações diárias e sazonais no funcionamento das fumarolas sem que tal indicie qualquer alteração nas condições do vulcanismo local.

## Fumarolas dos Açores

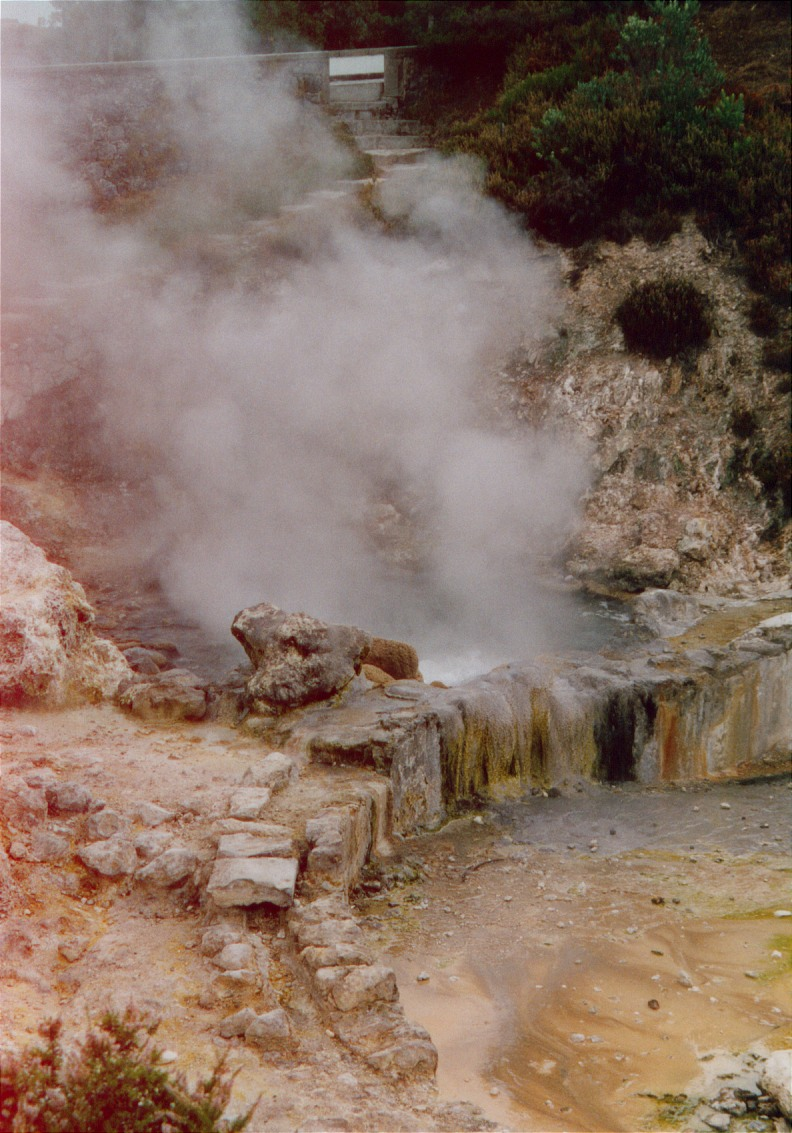
Fumarolas das Furnas, Açores.

As fumarolas são muito comuns nos Açores, formando por vezes extensos campos. Eis algumas das mais conhecidas:
- Fumarolas das Furnas, na ilha de São Miguel, associadas a geysers e a nascentes termais;
- Fumarolas da Lagoa das Furnas, muito conhecidas por serem utilizadas como local de confecção de refeições (o cozido das Furnas);
- Fumarolas do Fogo da Ribeira Quente, sitas na zona urbana da freguesia da Ribeira Quente, sendo comuns ao longo das sarjetas da rua do Fogo;
- Fumarolas da Caldeira Velha, na Ribeira Grande;
- Fumarolas da Ribeira Seca, na zona urbana da freguesia da Ribeira Seca, já obrigaram ao abandono de várias habitações por introduzirem gases tóxicos nas condutas de esgoto;
- Furnas do Enxofre, na parte central da Terceira;
- Furna do Enxofre, Graciosa. Situadas no interior da grande gruta da Furna do Enxofre, libertam dióxido de carbono que já causou a morte a alguns visitantes;
- Fumarolas das Velas, fumarolas submarinas no interior da baía de Velas (junto ao Cais da Queimada), ilha de São Jorge, por vezes visíveis pelo borbulhamento à superfície;
- Fumarolas do Piquinho, fumarolas sitas no topo do Pico da ilha do Pico, a cerca de 2350 m de altitude acima do mar. Por vezes vê-se desde a cidade da Horta o ténue vapor que libertam.